# Viktor Rjasjko
Viktor Rjasjko (Moekatsjevo, 28 januari 1964 - Moekatsjevo, 19 juli 2020) was een Oekraïens voetbalcoach en voormalig voetballer. 
Hij was een oprichter van voetbalclub FC Trudovi Rezervy Lviv. Op 12 januari 2012 werd Rjasjko aangesteld als een sportief directeur van club Hoverla Oezjhorod.

## Privé
Hij is de vader van de Oekraïense voetballers Viktor Rjasjko en Michajlo Rjasjko.
Rjasjko stierf 19 juli 2020 op 56-jarige leeftijd, nadat zijn auto crashte tijdens een verkeersongeval.